# Polonijny Klub Podróżnika
Polonijny Klub Podróżnika – klub założony w styczniu 1986 roku w Stanach Zjednoczonych.
Jego celem jest promocja dokonań polskich podróżników, odkrywców i badaczy w Stanach Zjednoczonych i na świecie. W trakcie swojej dotychczasowej działalności Klub zorganizował kilkaset wydarzeń: wycieczek, wypraw, prelekcji, wieczorów autorskich, i innych spotkań, w których łącznie wzięło udział ponad 16 tysięcy uczestników.